# Alvan Clark

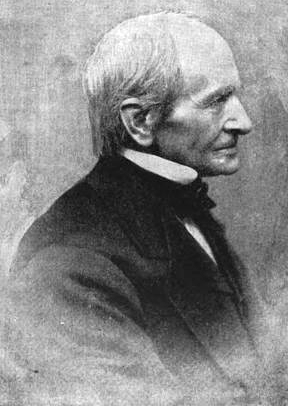
Alvan Clark (1891)

Alvan Graham Clark (Ashfield (Massachusetts), (8 maart 1804 - Cambridge (Massachusetts), 19 augustus 1887) was een Amerikaans astronoom, lenzenslijper en bouwer van telescopen.
Met zijn kijkers ontdekte hij vele dubbelsterren, waaronder de begeleider van Sirius, de eerst waargenomen witte dwerg.
Als telescopenbouwer maakte hij onder andere de lenzen voor de grote telescopen van de Lick- en Yerkes-sterrenwachten. De lens van Lick heeft een diameter van 91 cm, die van Yerkes is met een diameter van 102 cm nog steeds de grootste ooit gemaakt.
- Gemeinsame Normdatei: 1063067375
- International Standard Name Identifier: 0000 0000 6708 4107
- Library of Congress Control Number: n97085022
- Nationale Bibliotheek van Tsjechië: xx0225421
- Nederlandse Thesaurus van Auteursnamen: 070400970
- RKD-Nederlands Instituut voor Kunstgeschiedenis: 17036
- SNAC: w6224gh5
- Union List of Artist Names: 500009532
- Virtual International Authority File: 70679862
- WorldCat: E39PBJbWwhpdYfWC9TVGBXrg8C